# Parafia Narodzenia Najświętszej Maryi Panny w Aczyńsku
Parafia Narodzenia Najświętszej Maryi Panny w Aczyńsku – rzymskokatolicka parafia znajdująca się w Aczyńsku, w diecezji Świętego Józefa w Irkucku, w dekanacie krasnojarskim, w Rosji. Parafię prowadzą klaretyni.

## Historia
W 1849 w Aczyńsku było 153 katolików. W 1910, po otrzymaniu zgody władz carskich, erygowano parafię i wybudowano kościół. W 1931 w mieście było 492 katolików. W 1933 komuniści zburzyli kościół.
Parafia odrodziła się po upadku ZSRS. Od kwietnia 1993 do Aczyńska dojeżdżali raz w tygodniu księża z Krasnojarska. 29 czerwca 1994 zarejestrowano parafię. Początkowo msze święte odprawiane były w mieszkaniu prywatnym, a następnie w zakupionym w 1995 drewnianym domku, w którym urządzono kaplicę. 20 sierpnia 1997 formalnie ustanowiono dom klaretynów w Aczyńsku. W 1998 na otrzymanej działce postawiono niewielki kościół konsekrowany 15 listopada 1998 przez biskupa pomocniczego administratury apostolskiej Syberii Jerzego Mazura.